# Dimitri Oberlin
Dimitri Oberlin (ur. 27 września 1997 w Jaunde) – szwajcarski piłkarz pochodzenia kameruńskiego grający na pozycji napastnika w szwajcarskim klubie Sepsi Sfântu Gheorghe.

## Życiorys
Jest wychowankiem FC Zürich. W czasach juniorskich trenował także w FC Etoile-Broye i FC Lausanne-Sport. W 2014 roku dołączył do seniorskiej drużyny FC Zürich. W rozgrywkach Swiss Super League zadebiutował 18 maja 2014 w zremisowanym 2:2 meczu z FC Aarau. Jak się później okazało, był to jego jedyny mecz ligowy w sezonie 2013/2014. 1 lipca 2015 odszedł za milion euro do austriackiego Red Bull Salzburg. Wraz z tym klubem w latach 2016–2017 zdobył dwa tytuły mistrza kraju. W sezonie 2015/2016 występował w FC Liefering stanowiącym klub satelicki Red Bull Salzburg. Od 15 lipca do 31 grudnia 2016 przebywał na wypożyczeniu w Rheindorfie Altach. 20 lipca 2017 został wypożyczony do FC Basel, w którym pozostał po zakończeniu wypożyczenia na zasadzie transferu definitywnego. Od 31 stycznia do 30 czerwca 2019 przebywał na wypożyczeniu we włoskim Empoli FC, a od 1 lipca 2019 do 30 czerwca 2020 w belgijskim SV Zulte Waregem. Jego kontrakt z FC Basel obowiązywał do 31 grudnia 2020.
W reprezentacji Szwajcarii zadebiutował 23 marca 2018 w wygranym 1:0 towarzyskim meczu z Grecją. Do gry wszedł w 73. minucie, zastępując Breela Embolo.